# Banderillas al violín

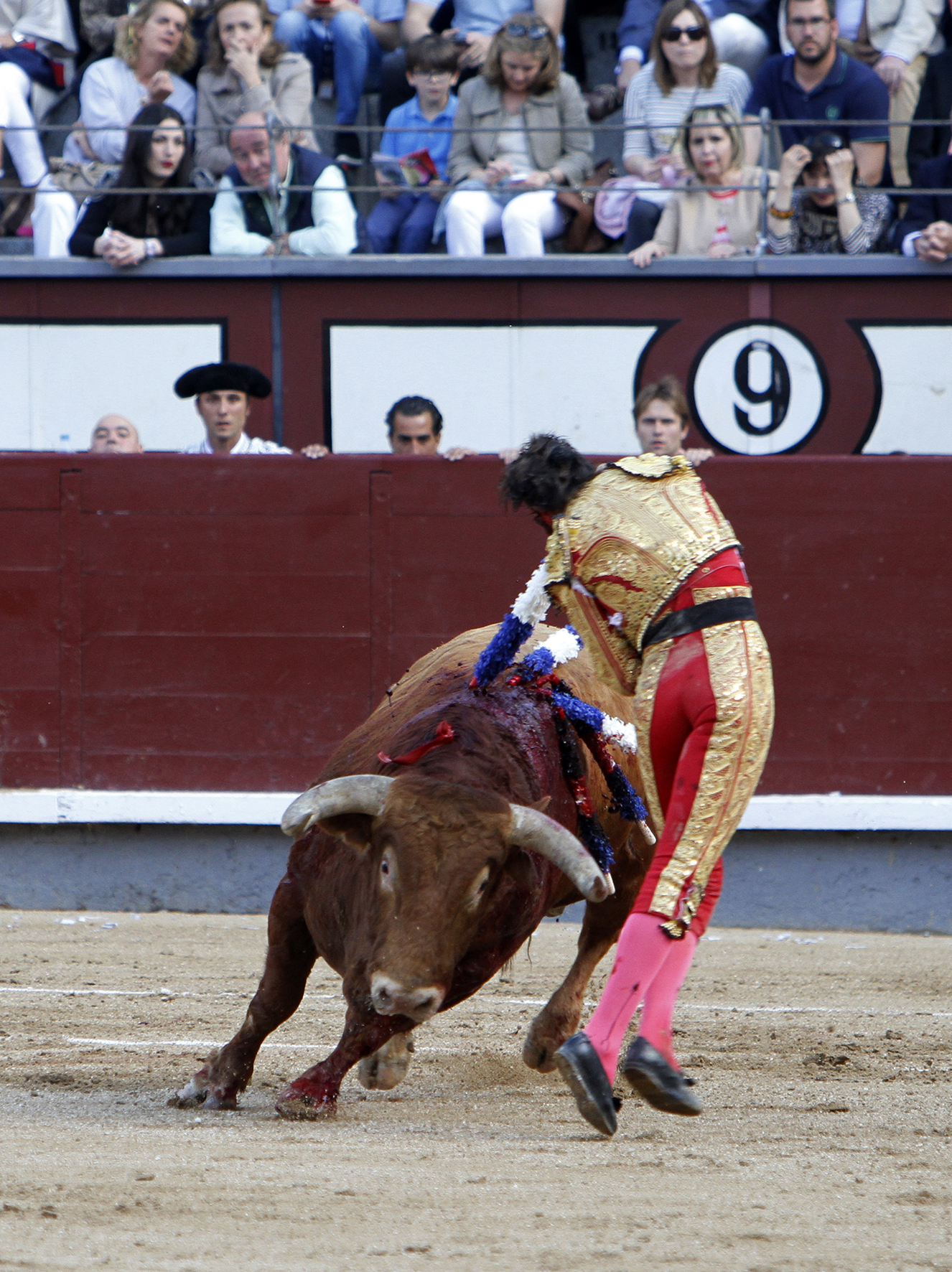
Banderillas al violín de Juan José Padilla. Las Ventas, 26 de mayo de 2016

En Tauromaquia, los pares de banderillas al violín tienen la particularidad de que los palos, ambos, se llevan en una sola mano, la derecha. Para clavar, se cita al toro, ya sea al cuarteo o al quiebro, para ganar la cara del toro por el pitón izquierdo y, una vez en la cuna de los pitones, sacar la mano derecha, la que lleva las banderillas, por encima del hombro izquierdo, de forma similar a como se toca el violín, para dejar los arpones en el morrillo del toro.

## Origen de la suerte
Esta suerte llegó al toreo a pie adoptando la que Bernardino Landete creó para el rejoneo, que surgió como un recurso para clavar cuando los toros tapaban la salida del caballo por el pitón derecho. Si bien, esta suerte nació a caballo a mediados de los años 50 del siglo XX, tomó casi medio siglo para que se popularizara en el toreo a pie.

## Uso
En España se recuerda a Tomás Sánchez, quien, como novillero, ejecutó la suerte con total éxito el 29 de julio de 1996, en Valencia. Pero han sido toreros como El Fandi y Juan José Padilla quienes la han incluido con una altísima frecuencia en sus respectivos repertorios, igual que el sevillano Manuel Escribano.